# Dell Technologies
Dell Technologies es una empresa fundada 7 de septiembre de 2016, por la fusión de Dell y EMC Corporation. El portafolio de productos de Dell Technologies incluye computadores, servidores, computación en la nube y servicios de almacenamiento de datos.